# Arrondissement de Mirebalais
L’Arrondissement de Mirebalais est un arrondissement d'Haïti, subdivision du département du Centre. Il a été créé autour de la ville de Mirebalais qui est aujourd'hui son chef-lieu. Il était peuplé par 175 380 habitants (estimation 2009).
La rivière Fer à Cheval traverse cet arrondissement avant d'aller rejoindre le fleuve Artibonite.
L’arrondissement compte trois communes dont la plus grande est la commune de Boucan-Carré :
- Mirebalais
- Saut-d'Eau
- Boucan-Carré